# Сметанін Володимир Ілліч
Володимир Ілліч Сметанін (11 травня 1937, Коливань — 12 грудня 2003, Київ) — український державний діяч, дипломат.

## Біографія
Народився 11 травня 1937 року в селі Коливані Новосибірської області Російської Федерації. У 1956 році закінчив Кузнецький гірничий технікум, в 1969 році — Томський державний університет, правознавець.
Трудова діяльність:
- в 1956–1957 роках працював на шахті «Красногорська» комбінату «Кузбасшахтобуд»;
- в 1957–1960 роках — служба в збройних силах СРСР;
- в 1960–1974 роках — прохідник, слюсар-монтажник, гірничий майстер, начальник гірничої дільниці, заступник керуючого трестом, заступник начальника газопроводу «Надим-Пунга-Центр», заступник начальника тресту «Кизимгазпромбуд»;
- в 1974–1985 роках — заступник начальника будівельного управління комбінату «Мосшахтобуд»;
- в 1985–1987 роках — заступник начальника тунельного загону № 39 у Дніпропетровську;
- в 1987–1990 роках — начальник тунельного загону № 38 проектно-будівельного об'єднання «Дніпрометробуд»;
- в 1990–1993 роках — Народний депутат України 1-го скликання, член «Демплатформи»; член ПДВУ; Президент Української Асоціації захисту прав споживачів. Входив до Народної Ради. Заступник Голови Комісії Верховної Ради України у правах людини;
- з квітня 1993 року по липень 1999 року — Надзвичайний і Повноважний посол України в Республіці Узбекистані;
- з червня 1995 року по липень 1999 року — Надзвичайний і Повноважний посол України в Республіці Таджикистані за сумісництвом[1].

Могила Володимира Сметаніна

Після повернення на батьківщину жив в Києві. Помер в Києві 12 грудня 2003 року. Похований на Байковому кладовищі (ділянка № 49а).

## Нагороди
Нагороджений орденом «Знак Пошани», срібною медаллю ВДНГ СРСР, знаком «Шахтарська слава» трьох ступенів.